# Acacia holotricha
Espèce
Acacia holotricha est une espèce de plantes à fleurs de la famille légumineuse du genre Acacia. C'est un arbuste ou un petit arbre originaire du Queensland en Australie.